# Geografia de Santa Helena

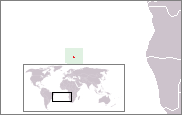
Localização de Santa Helena.

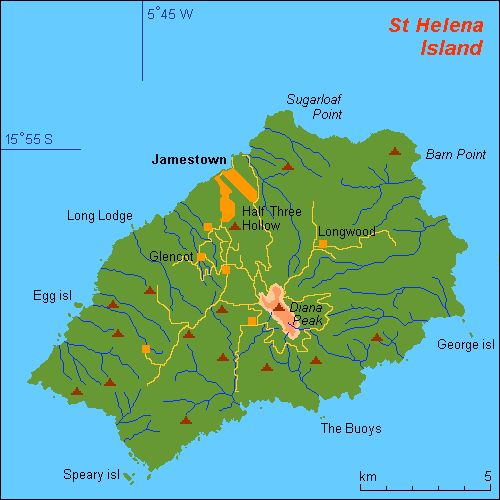
Mapa de Santa Helena

Santa Helena é um arquipélago no meio do Oceano Atlântico do Sul, entre a América do Sul e a África. Santa Helena ocupa uma área de 420 km², que incluem a Ilha de Santa Helena (122 km²), Ascensão, e o grupo de ilhas de Ilha de Tristão da Cunha, que consitem o Arquipélago Tristão da Cunha, Ilha de Gonçalo Álvares, Ilha Inacessível e as três Ilhas Nightingale. 
Há 60 km de praia em Santa Helena. Em termos marítimos, Santa Helena tem uma exclusiva zona pesqueira de 200 minhas náuticas, e um território marítimo de doze milhas náuticas.